# Эрмиони
Эрмио́ни (греч. Ερμιόνη) — малый город в Греции. 
Город находится на высоте 7 метров над уровнем моря. Эрмиони располагается на юго-восточном побережье полуострова Арголиды у подножия горы Прон (Πρωνός), на берегу бухты Идра в проливе Идра, напротив острова Идра. Город находится в 79 километрах к юго-западу от Афин и в 85 километрах к юго-востоку от Нафплиона. Входит в общину (дим) Эрмиониду в периферийной единице Арголиде в периферии Пелопоннес. Население 2 505 жителей по переписи 2011 года. В XIX веке был известен как Кастри (Καστρί).

## История
Город Гермиона основан дриопами, вместе с Асиной. По Геродоту дриопов изгнали из Дориды Геракл и малии. Упоминается в списке кораблей «Илиады» Гомера. По Павсанию основателем города гермионцы называют Гермиона, сына Эвропа и внука Форонея. Находился под влиянием Аргоса. После поражения Аргоса от царя Спарты Никандра в VIII веке до н. э. Эрмиони стал союзником Спарты и вошел в амфиктионию Калаврии из семи городов. В греко-персидских войнах внес свой вклад в виде трех кораблей в битве при Саламине и 300 воинов в битве при Платеях. Входил в Пелопоннесский союз. Входил в Ахейский союз до завоевания Римом в 146 году до н. э.
Во II веке город описал Павсаний. Период франкократии начинается в 1210 году, когда Жоффруа де Виллардуэн захватил Акрокоринф и Арголиду. Эрмиони стал владением Оттона де ла Рош. В 1388 году город передан Венецианской республике. В это же время арваниты пришли в Арголиду. После поражения Венецианской республики в турецко-венецианской войне 1537—1540 годов город перешел Османской империи. Венецианская республика вернула Эрмиони после победы в турецко-венецианской войне 1684—1699 годов и окончательно потеряла при поражении в турецко-венецианской войне 1714—1718 годов. В 1821 году Эрмиони участвует в Революции под командованием иеромонаха Арсения.

## Сообщество Эрмиони
В общинное сообщество Эрмиони входят пять населённых пунктов. Население 3062 жителя по переписи 2011 года. Площадь 59,225 квадратного километра.
| Населённый пункт | Население (2011), человек |
| ---------------- | ------------------------- |
| Айи-Анарьири     | 193                       |
| Ахладица         | 135                       |
| Куверта          | 81                        |
| Петроталаса      | 148                       |
| Эрмиони          | 2505                      |

## Население
| Год  | Население, человек |      |
| ---- | ------------------ | ---- |
| Год  | 1991               | 2365 |
| 2001 | 2446               |      |
| 2011 | ↗ 2505             |      |